# Golden Raspberry Awards 2008
De Golden Raspberry Awards 2008 is het 29e evenement rondom de uitreiking van de Golden Raspberry Award. De uitreiking vond plaats op 21 februari 2009 in het Barnsdall Gallery Theatre in Hollywood, Californië, voor de slechtste filmprestaties uit 2008.
De nominaties werden bekendgemaakt op 21 januari 2009. De film die de meeste nominaties ontving was The Love Guru. Deze werd zeven keer genomineerd, waaronder voor slechtste film. Van deze zeven nominaties, won hij er drie. Voor het eerst sinds de Golden Raspberry Awards 1987 werd er weer een prijs uitgereikt in de categorie “Worst Career Achievement”.

## Genomineerden en winnaars
| "Winnaar"* |

| Categorie | Nominaties |
| --- | ---------- |
| Slechtste film |            |
| The Love Guru (Paramount) |            |
| Disaster Movie (Lionsgate) en Meet the Spartans (20th Century Fox) (gezamenlijke nominatie)                                                                          |            |
| In the Name of the King: A Dungeon Siege Tale (Boll KG/Brightlight Pictures)                                                                                         |            |
| The Happening (20th Century Fox) |            |
| The Hottie and the Nottie (Regent Releasing) |            |
| Slechtste acteur |            |
| Mike Myers in The Love Guru |            |
| Al Pacino in 88 Minutes en Righteous Killr |            |
| Eddie Murphy in Meet Dave |            |
| Larry the Cable Guy in Witless Protection |            |
| Mark Wahlberg in The Happening en Max Payne' |            |
| Slechtste actrice |            |
| Paris Hilton in The Hottie and the Nottie |            |
| Cameron Diaz in What Happens in Vegas... |            |
| Jessica Alba in The Eye en The Love Guru |            |
| Kate Hudson in Fool's Gold en My Best Friend's Girl |            |
| Volledige cast van The Women (Annette Bening, Eva Mendes, Debra Messing, Jada Pinkett Smith, en Meg Ryan)                                                            |            |
| Slechtste mannelijke bijrol |            |
| Pierce Brosnan in Mamma Mia!' |            |
| Ben Kingsley in The Love Guru, The Wackness en War, Inc. |            |
| Burt Reynolds in Deal en In the Name of the King: A Dungeon Siege Tale                                                                                               |            |
| Uwe Boll (als zichzelf) in Postal |            |
| Verne Troyer in The Love Guru en Postal |            |
| Slechtste vrouwelijke bijrol |            |
| Paris Hilton in Repo! The Genetic Opera |            |
| Carmen Electra in Disaster Movie en Meet the Spartans |            |
| Jenny McCarthy in Witless Protection |            |
| Kim Kardashian in Disaster Movie |            |
| Leelee Sobieski in 88 Minutes en In the Name of the King: A Dungeon Siege Tale                                                                                       |            |
| Slechtste schermkoppel |            |
| Paris Hilton en of Christine Lakin of Joel David Moore in The Hottie and the Nottie                                                                                  |            |
| Cameron Diaz en Ashton Kutcher in What Happens in Vegas... |            |
| Eddie Murphy in zijn dubbelrol als "Dave Ming Chang" en "The Captain" in Meet Dave                                                                                   |            |
| Larry the Cable Guy en Jenny McCarthy in Witless Protection |            |
| Uwe Boll en "elke andere acteur, camera of scenario" |            |
| Slechtste regisseur |            |
| Uwe Boll voor 1968 Tunnel Rats, In the Name of the King: A Dungeon Siege Tale, en Postal                                                                             |            |
| Jason Friedberg en Aaron Seltzer voor Disaster Movie en Meet the Spartans                                                                                            |            |
| M. Night Shyamalan voor The Happening |            |
| Marco Schnabel voor The Love Guru |            |
| Tom Putnam voor The Hottie and the Nottie |            |
| Slechtste scenario |            |
| The Love Guru (geschreven door Mike Myers & Graham Gordy) |            |
| Disaster Movie en Meet the Spartans (gezamenlijke nominatie, geschreven door Jason Friedberg & Aaron Seltzer)                                                        |            |
| In the Name of the King: A Dungeon Siege Tale (geschreven door Doug Taylor)                                                                                          |            |
| The Happening (geschreven door M. Night Shyamalan) |            |
| The Hottie and the Nottie (geschreven door Heidi Ferrer) |            |
| Slechtste Prequel, Remake, Rip-off of Sequel |            |
| Indiana Jones and the Kingdom of the Crystal Skull (vervolg op Raiders of the Lost Ark, Indiana Jones and the Temple of Doom, en Indiana Jones and the Last Crusade) |            |
| Disaster Movie en Meet the Spartans (gezamenlijke nominatie, rip-off van veel andere films)                                                                          |            |
| Speed Racer (remake/rip-off van de televisieserie Speed Racer) |            |
| Star Wars Episode III: Revenge of the Sith) |            |
| Star Wars: The Clone Wars (sequel op Star Wars Episode II: Attack of the Clones, prequel van                                                                         |            |
| The Day the Earth Stood Still (remake van de film uit 1951) |            |
| Worst Career Achievement |            |
| Uwe Boll |            |